# Dave Steen
Dave Steen (n. 14 noiembrie 1959, New Westminster⁠(d), British Columbia, Canada) este un atlet ce a reprezentat Canada, medaliat olimpic. A participat la două ediții ale Jocurilor Olimpice (1984, 1988) în care a câștigat o medalie de bronz în proba de decatlon.

## Palmares
| An   | Competiție            | Locație                    | Loc | Note |
| ---- | --------------------- | -------------------------- | --- | ---- |
| 1983 | Universiada           | Edmonton, Canada           | 1   | 8205 |
| 1983 | Jocurile Panamericane | Caracas, Venezuela         | 1   | 7958 |
| 1984 | Jocurile Olimpice     | Los Angeles, Statele Unite | 8   | 8047 |
| 1987 | Campionatul Mondial   | Roma, Italia               | –   | NT   |
| 1988 | Jocurile Olimpice     | Seul, Coreea de Sud        | 3   | 8328 |

## Legături externe
- en Dave Steen la World Athletics
- en Dave Steen la Olympedia.org